# Place Jacqueline-de-Romilly
La place Jacqueline-de-Romilly est une voie située dans le 5e arrondissement de Paris.

## Situation et accès
Elle se trouve à l'intersection de la rue Descartes et de la rue de la Montagne-Sainte-Geneviève.

## Origine du nom
Cette place porte le nom de Jacqueline de Romilly (1913-2010), philologue, femme de lettres, professeur et helléniste française.

## Historique
La place est créée et prend sa dénomination actuelle en décembre 2016. Elle est inaugurée par la maire de Paris Anne Hidalgo et la maire du 5e arrondissement Florence Berthout début octobre 2018.

## Bâtiments remarquables et lieux de mémoire
- Fontaine Sainte-Geneviève

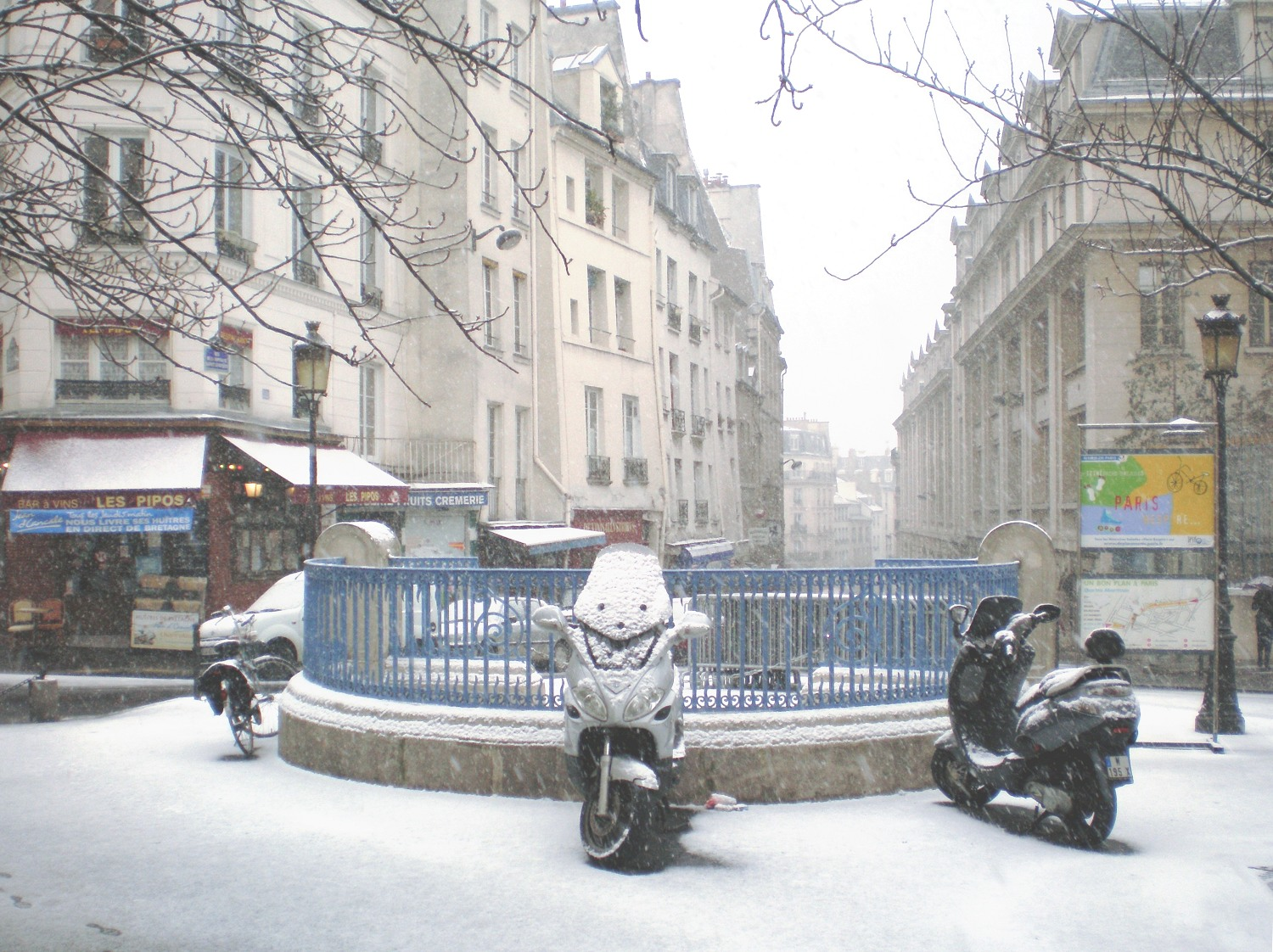
La fontaine et la place sous la neige (février 2010).
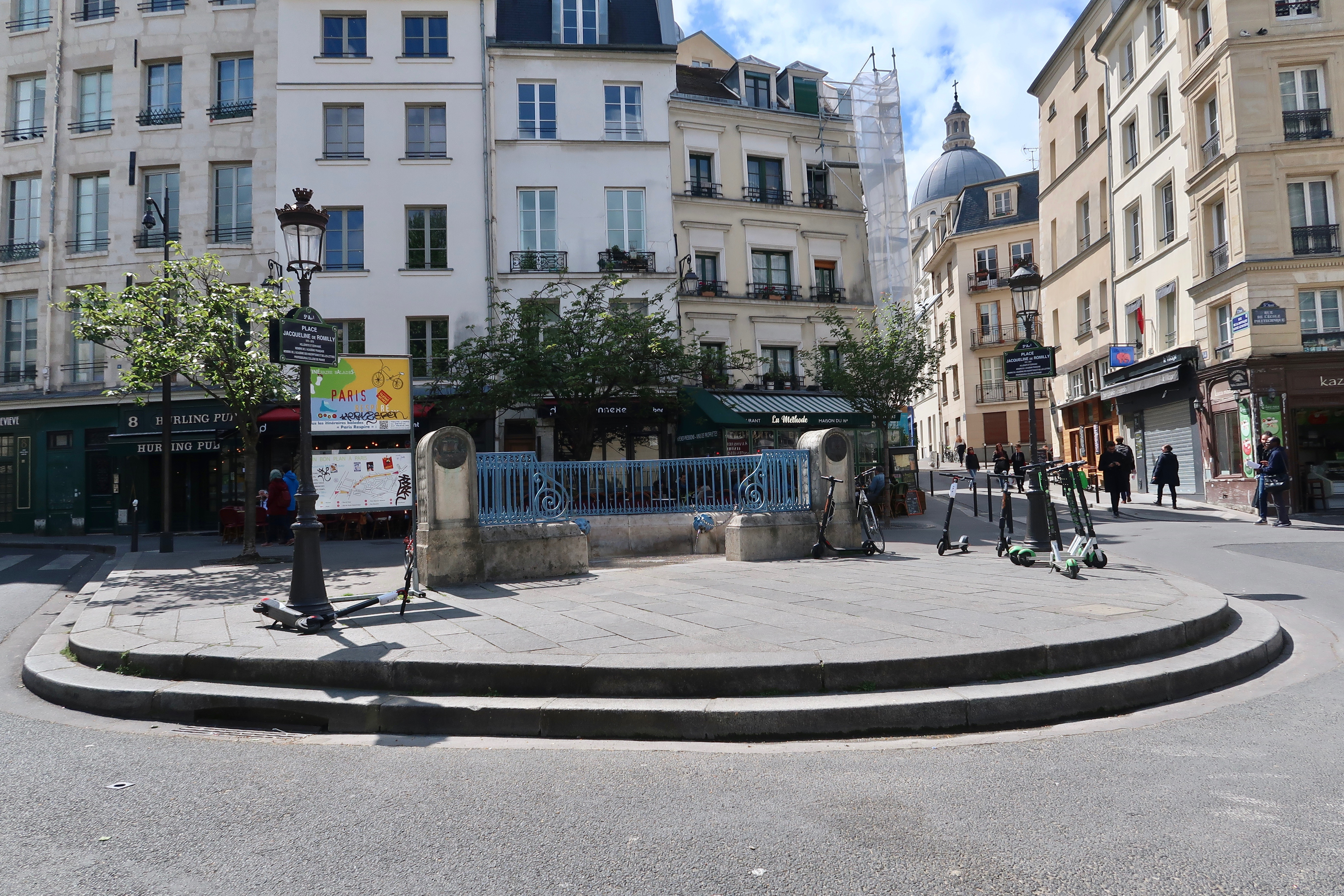
Autre vue.

- Ancien siège de l'École polytechnique.

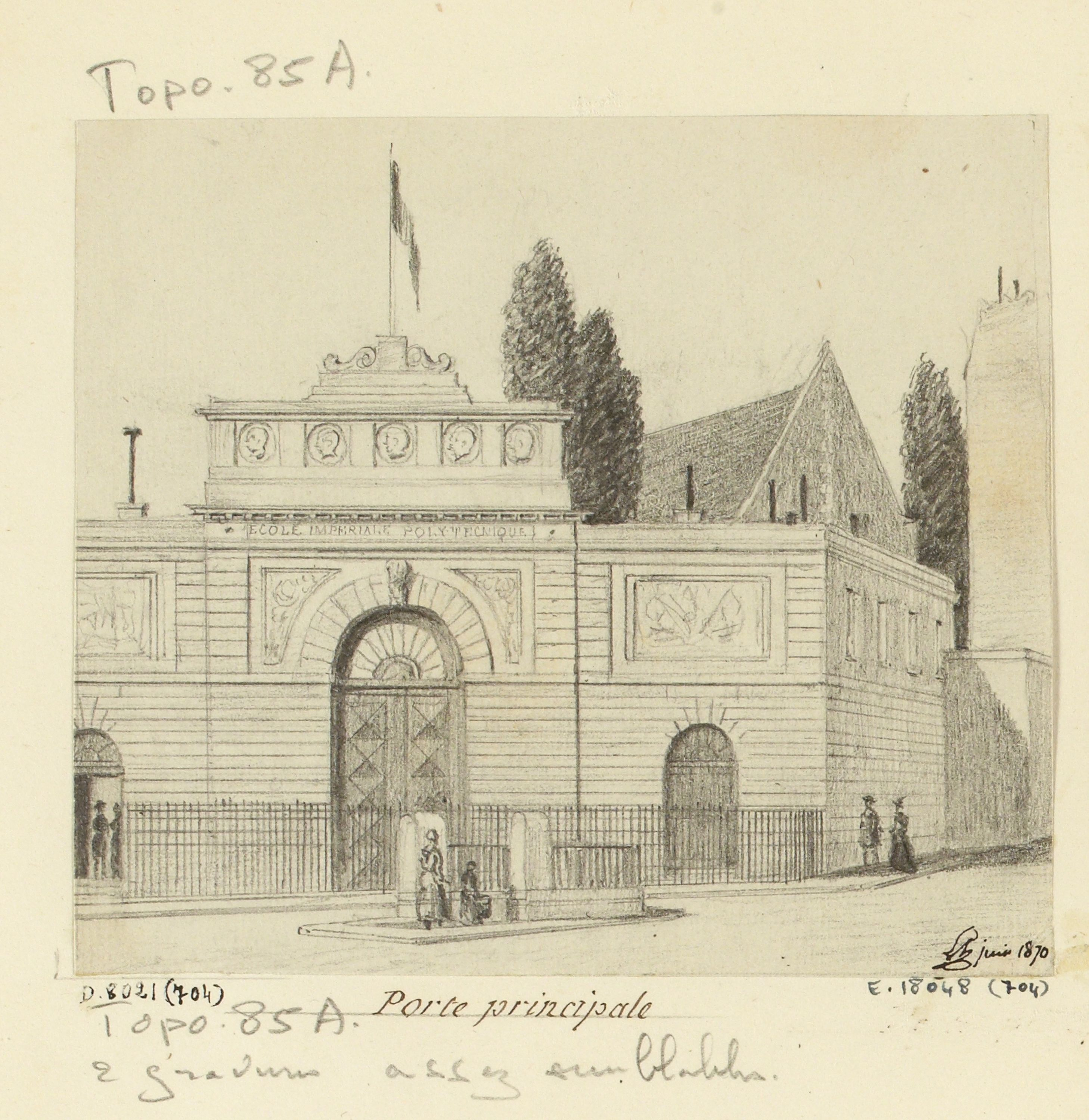
En 1870.
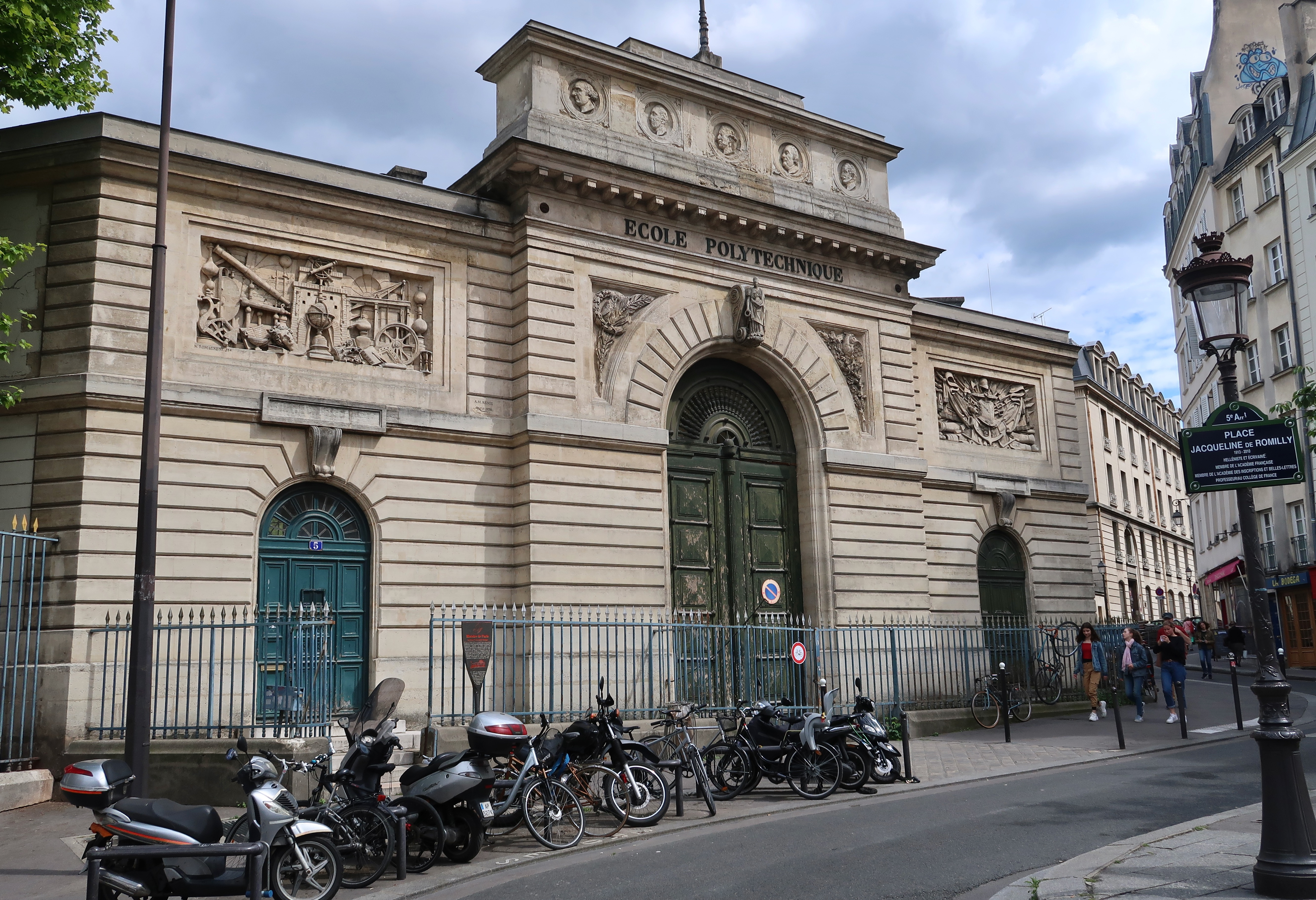
École polytechnique.